# Luperus silfverbergi
Luperus silfverbergi es una especie de insecto coleóptero de la familia Chrysomelidae.
Fue descrita científicamente en 1984 por Lopatin.